# 布刀玉命

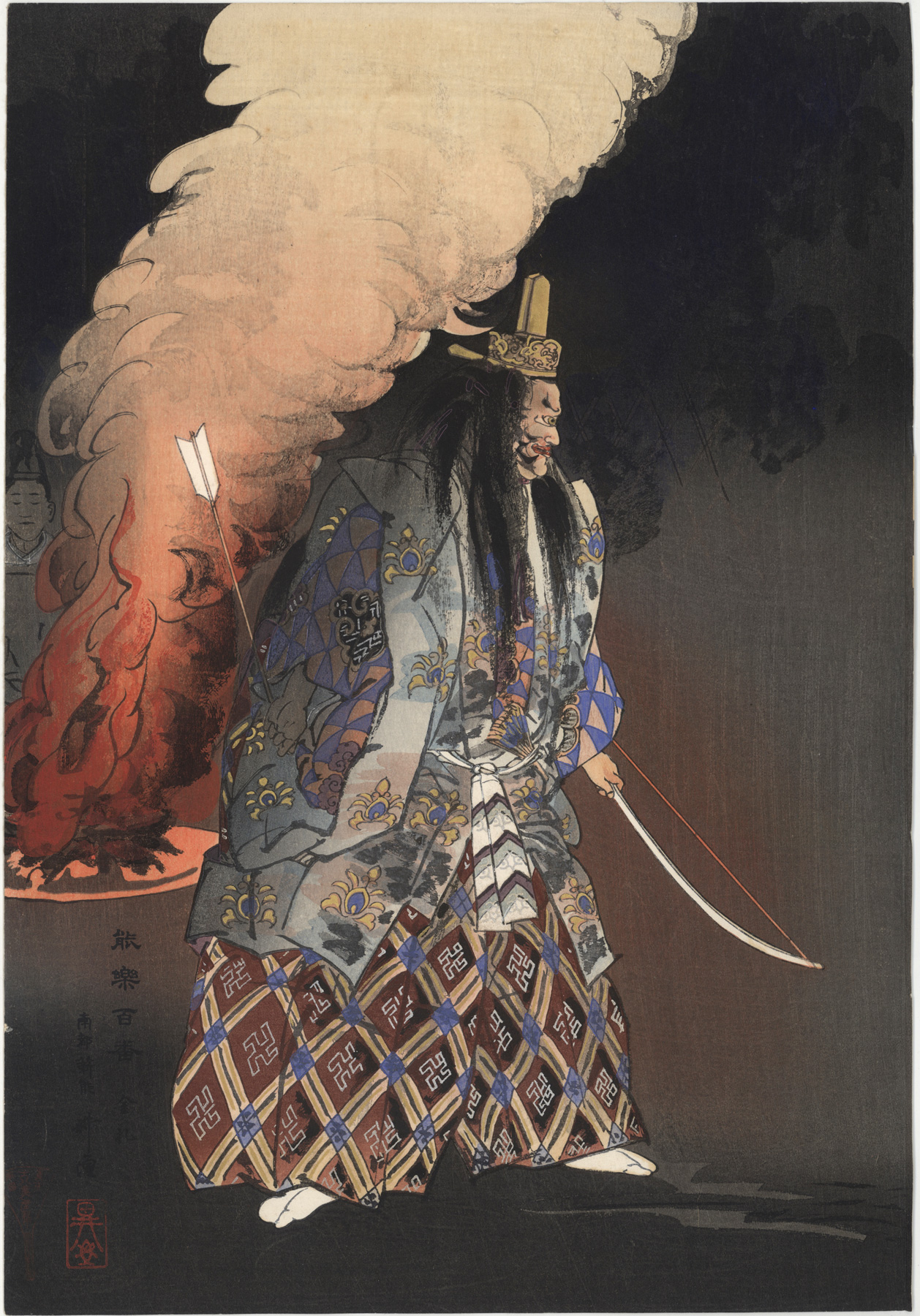
月岡耕漁所繪之布刀玉命

布刀玉命（アメノフトタマノミコト）為《古事記》表記之名，《日本書紀》記作太玉命，《古語拾遺》則記作天太玉命，祂是日本神話裡出現的神祇，也是忌部氏（後來稱齋部氏）的祖先，別名為大麻比古神（オオアサヒコノカミ）、天太玉神、木匠神等。雖然《記紀》二書並未記載，但《古語拾遺》提到祂是高皇產靈神之子。

## 概要

### 日本書紀之記載
按《日本書紀》卷第一之記載，因素戔嗚尊胡作非為，天照大神躲入天磐戶而閉坐其中，高天原及葦原中國一片黑暗。故八百萬神命思兼神想法子，後者聚常世之長鳴鳥且使其長鳴；命手力雄神立於磐戶之側；命中臣連遠祖天兒屋命和忌部遠祖太玉命挖掘天香山之五百箇眞坂樹，在上枝懸吊五百個八坂瓊、中枝懸掛八咫鏡（亦云真經津鏡）、下枝懸青和幣和白和幣，然後相互祝禱。
後來天津彥彥火瓊瓊杵尊降臨葦原中國，天照大神賜給祂八坂瓊曲玉、八咫鏡、草薙劍等三種寶物，並命令中臣祖先天兒屋命、忌部祖先太玉命、猨女祖先天鈿女命、鏡作祖先石凝姥命、玉作祖先玉屋命等五位神明陪伴。
同書卷第二則提到高皇產靈尊命太玉命以弱肩披上太手繦而代御手，所以祭拜此神即源於此。接著高皇產靈尊敕令天兒屋命、太玉命捧持天津神籬，陪同正哉吾勝勝速日天忍穗耳尊降凡，並且保護之。

### 古事記之記載
《古事記》上卷的記載和《日本書紀》的神話故事近似，天照大御神遁入天石屋戶後，思金神集合常世國之長啼鳥使其齊鳴；選天安河之天堅石及採天金山之鐵而求鍛人天津麻羅；命伊斯許理度賣命造八咫鏡；命科御祖命作五百個八尺瓊勾玉；召天兒屋命、布刀玉命拔天香山雄鹿肩骨，以天香山所生朱櫻燒之為卜。一切準備好之後，將八咫鏡、八尺瓊勾玉懸掛在枝繁楊桐樹上，讓布刀玉命捧著，並由天兒屋命頌禱祝詞。
後來天孫降臨時，天照大神之孫日子番能邇邇藝命降臨葦原中國之際，天照大神命天兒屋命、布刀玉命、天宇姬命、伊斯許理度賣命、玉祖命等五位神明陪伴在側。

## 解說
根據《記紀》二書記錄的內容，一般日本民間將布刀玉命與天兒屋命視為執掌祭祀、占卜的神明；由此也可見其後代齋部氏與中臣氏在大和朝廷的勢力。

## 信仰
在日本主祭布刀玉命的神社計有下述：
- 安房神社（千葉縣館山市）
- 大麻比古神社（德島縣鳴門市大麻町板東）：稱作「大麻比古大神」。
- 天太玉命神社（奈良縣橿原市忌部町）
- 天津神社（新潟縣糸魚川市）
- 粟井神社（香川縣觀音寺市粟井町）
- 五社神社（靜岡縣濱松市中區）
- 大原神社（千葉縣君津市）
- 洲崎大神（神奈川縣橫濱市神奈川區）

## 外部連結
- （日語）天太玉神 （页面存档备份，存于）
- （日語）阿波國一の宮 大麻比古神社 （页面存档备份，存于）